# Orcomeno (Grecia Centrale)
Orcòmeno (in greco Ορχομενός?) è un comune della Grecia situato nella periferia della Grecia Centrale (unità periferica della Beozia), con 13 032 abitanti secondo i dati del censimento 2001.
A seguito della riforma amministrativa detta piano Callicrate in vigore dal gennaio 2011, che ha abolito le prefetture e accorpato numerosi comuni, la superficie del comune è ora di 416 km² e la popolazione è passata da 10 732 a 13 032 abitanti.

## Mitologia
Nella mitologia greca, Orcomeno era la principale città dei Mini, un antico popolo preellenico, e in tempi mitologici fu rivale di Tebe per il controllo della Beozia. I racconti sulle origini della città variano tra gli autori, e non è possibile stabiline una cronologia precisa. 

### Re mitologici di Orcomeno
Orcomeno fu fondata da Andreo, figlio di Peneo, quindi nipote di Oceano e Teti. In seguito il trono venne donato ad Almo, figlio di Sisifo; la sua prima figlia si sarebbe unita ad Ares generando Flegias mentre la seconda fu madre insieme a Poseidone di Minia, eponimo del popolo dei Mini. Pindaro ed Apollonio Rodio sostengono invece che Minia fosse figlio di Orcomeno, figlio di Zeus e una danaide (le 50 figlie di Danao, fratello di Egitto).
Minia fu succeduto da un altro Orcomeno, mentre sua figlia Climene fu antenata dell'eroe Giasone. La dinastia continua poi con i discendenti di Presbone, dove figura Ergino uno dei compagni di Eracle e i gemelli Ascalafo e Ialmeno, figli di Ares che parteciparono alla guerra di Troia. La città fu in continua rivalità con la vicina Tebe.
Secondo la leggenda, nei suoi pressi si trovava la fonte di Acidalia.
La mitologia greca riporta anche la tradizione di un'altra città chiamata Orcomeno che controllava quasi tutta l'Arcadia, ma non vi è correlazione con la Orcomeno beotica.

## Storia
Orcomeno (in greco antico: Ὀρχομενός?, Orchomenós) era un'antichissima città della Grecia situata sul lago Copaide dove sbocca il fiume Cefiso; in un secondo momento fu spostata sul monte Acontion a causa dell'impaludamento della zona.
La città nacque probabilmente durante l'età del bronzo, e divenne un importante centro miceneo in rivalità con le città meridionali di Micene, Tirinto e Pilo. John L. Caskey sostiene sulla base di ritrovamenti archeologici nelle vicinanze (ad esempio la ceramica minia) di come la regione continentale greca sarebbe stata attraversata da ondate di popolazioni preelleniche (Pelasgiche?) nel corso del periodo elladico medio che egli chiama "cultura dei Mini" in riferimento al popolo mitologico, ma l'ipotesi non è accettata dalla maggioranza degli studiosi.
Gli scavi, effettuati verso la fine del XIX secolo da Heinrich Schliemann, hanno messo in luce reperti risalenti al periodo neolitico. Sull'acropoli si sono evidenziati strati successivi di costruzioni di cui a pianta rotonda, poi ovale e infine rettangolare. La tomba a tholos detta Tesoro di Minia, una delle più grandi sopravvissute tra quelle costruite dai micenei nell'Età del Bronzo, ricorda in parte un trullo. Il tetto è formato da lastre di ardesia.
La città venne incendiata nel periodo caotico del collasso dell'età del bronzo, in modo simile alla città di Pilo e venne abitata da Dori ed Eoli, sviluppando un dialetto eolico con leggere influenze doriche. C'è motivo di dedurre che la città venne ricostruita e continuò a dominare sulla Beozia, difatti le sue mire espansionistiche portarono all'istituzione della lega beotica, la città faceva, secondo Strabone, parte di un'anfizionia con sede sull'isola di Calauria. Alla fine cadde sotto la supremazia di Tebe, divenendo così alleata di Serse durante le guerre persiane e nemica di Atene durante la guerra del Peloponneso.
Nel 395 a.C. riuscì ad ottenere l'indipendenza combattendo al fianco del re di Sparta Agesilao, che uscì vittorioso a Coronea. La battaglia di Leuttra (371 a.C.) vide i Beoti nuovamente vincitori, e Orcomeno venne distrutta. Fu riedificata da Filippo II di Macedonia nel 338 a.C., dopo la vittoria riportata a Cheronea. Nell'agosto del 335 a.C. Orcomeno, che faceva parte della lega di Corinto, partecipò alla battaglia di Tebe al fianco dei Macedoni di Alessandro Magno. In età romana qui si combatté una battaglia contro Mitridate, le cui forze erano comandate dal generale Archelao (86 a.C.), la città cadde poi nell'irrilevanza, ma esiste una cittadina piccola nella vicinanza delle rovine.
Di epoca più recente è la chiesa greco-bizantina a croce detta Panagia di Skripu, risalente al IX secolo d.C., costruita durante i regni congiunti degli imperatori bizantini Basilio I, Costantino e Leone VI. Incastonata nell'entrata della Chiesa di Santa Maria del monastero vicino al tempio greco di Orcomeno, è stata ritrovata una stele della prima metà del I secolo d.C. che descrive in che modo il generale romano Silla cercò di ottenere il consenso dei Beoti a conclusione della prima guerra mitridatica, istituendo una serie di agoni poetici e musicali ad Orcomeno e nelle città limitrofe. Un'epigrafe greca incisa riporta i relativi nomi dei vincitori, comprensivi di patronimico e nome etnico.
Nel territorio comunale si trovano anche i resti dell'antica città di Acrefia.